# 龍山基地
座標: 北緯37度32分00秒 東経126度59分00秒 / 北緯37.533333度 東経126.983333度

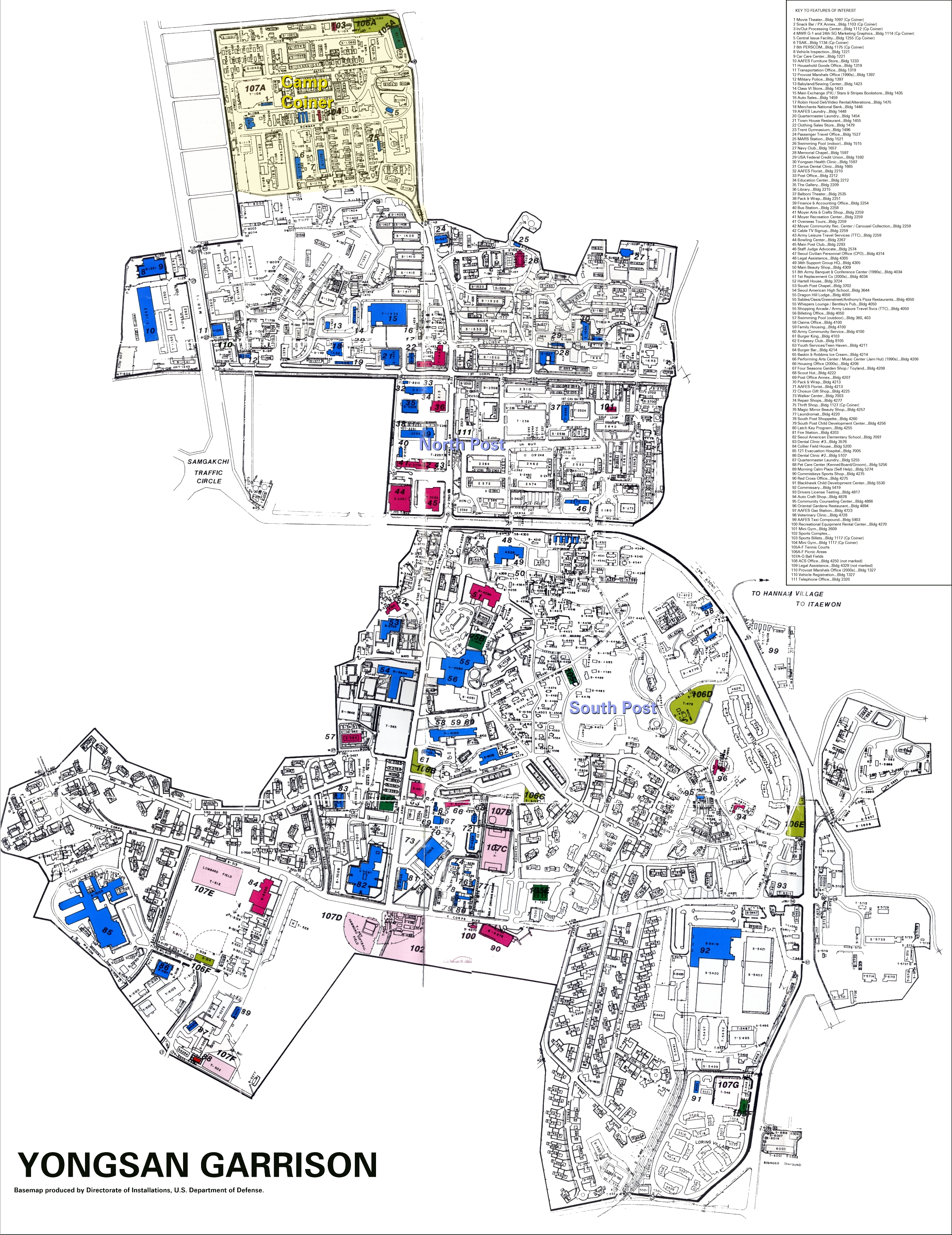
施設の地図

龍山基地（ヨンサンきち、朝鮮語: 용산기지、英語: United States Army Garrison Yongsan）は、大韓民国ソウル特別市龍山区にある在韓米軍基地。

## 概説
龍山基地は、ソウル駅の南方わずか1キロの地点に置かれている。面積は2.9平方キロ。過去には龍山基地北側の「メイン・ポスト」には在韓米軍司令部、第8軍司令部、在韓国連軍司令部など軍事機構の中枢が集中し、南側の「サウス・ポスト」には寮、学校、病院、スポーツクラブ、娯楽施設などが存在していた。
なお国防上の理由から、韓国内で発行される地図では、青瓦台などと同様に基地は一切記載されておらず、緑地や空き地として描かれている場合が多い。ネイバー地図の衛星写真では、基地部分に森林画像を合成している。

### 歴史
13世紀、高麗時代の末期に朝鮮半島に侵入したモンゴル軍は龍山を兵站基地として利用したといわれる。文禄の役で、日本軍は元暁路と青坡洞一帯に陣取ったともいわれる。1882年（明治15年）、壬午事変に日本軍とともに介入した清国軍が龍山に駐留した。以後、龍山には常に外国軍が駐留することになる。
1904年（明治37年）、日露戦争の際に日本軍は龍山の土地およそ300万坪を買い上げ、兵営を置いた。日本統治時代、龍山基地は陸軍の駐屯地として使われ、朝鮮軍司令部などが置かれた。1945年（昭和20年）の太平洋戦争敗戦に伴う日本軍の撤退後、米軍第7師団のおよそ1万5千人が日本軍の兵営を引き継いだ。1949年（昭和24年）に米軍は一時撤収したが、朝鮮戦争休戦後の1953年（昭和28年）、再び米軍が駐留。その後、現在の在韓米軍司令部にまで発展した。

### 基地移転
2004年7月、米韓両国はワシントンの国防総省で開いた協議の結果、龍山基地を移転することで最終合意に至った。龍山基地と同基地の米軍将兵およそ8千人は、2008年までにソウルの80キロ南方の平沢市に新しく拡張された基地（ハンフリーズ基地）へ移転する。その後移転が延期され、2016年移転予定とされた。
2017年7月12日、在韓米8軍司令部が平沢にて開館式を開き、本格的な在韓米軍基地の移転作業を開始した。2018年6月29日、在韓米軍司令部の平沢移転が完了し、73年の歴史に幕を下ろした。残る韓米連合軍司令部についても、当初は同じ龍山にある国防部庁舎そばの建物への移転が予定されていたが、2019年6月3日、米韓国防相会談で2021年末までにハンフリーズ基地に移転することが決まった。
2019年8月30日に開催された、韓国側の国家安全保障会議常任委員会では、改めて龍山をはじめとした米軍基地の早期返還や移転推進について議論が行われた。
2022年10月、米韓連合司令部がハンフリーズ基地に移転。これにより、龍山基地にあった主要機能は全て移転が完了した。
ソウル特別市は、跡地を公園にする計画を明らかにしている。ただし完全移転後も、光化門の駐韓アメリカ合衆国大使館の移転予定地等、一部敷地は今後もアメリカ合衆国が継続して使用する予定となっている。